# (6077) Messner
(6077) Messner es un asteroide perteneciente al cinturón de asteroides, región del sistema solar que se encuentra entre las órbitas de Marte y Júpiter, más concretamente a la familia de Agnia, descubierto el 3 de octubre de 1980 por Zdeňka Vávrová desde el Observatorio Kleť, České Budějovice, República Checa.

## Designación y nombre
Designado provisionalmente como 1980 TM. Fue nombrado Messner en homenaje a Reinhold Messner, montañero italiano, aventurero y escritor.

## Características orbitales
Messner está situado a una distancia media del Sol de 2,790 ua, pudiendo alejarse hasta 3,101 ua y acercarse hasta 2,480 ua. Su excentricidad es 0,111 y la inclinación orbital 4,298 grados. Emplea 1702,93 días en completar una órbita alrededor del Sol.

## Características físicas
La magnitud absoluta de Messner es 12,6. Tiene 8,315 km de diámetro y su albedo se estima en 0,28. Está asignado al tipo espectral Sq según la clasificación SMASSII.